# Hohe-Loog-Haus
Das Hohe-Loog-Haus, auch Hambacher Hütte genannt, ist eine bewirtschaftete Schutzhütte des Ortsvereins Hambach des Pfälzerwald-Vereins im Pfälzerwald. Sie befindet sich am Gipfel der Hohen Loog (619 m) in der Haardt. Mit den anderen Häusern des Pfälzerwald-Vereins ist es seit 2021 mit dem Eintrag Pfälzerwaldhütten-Kultur Bestandteil des Immateriellen Kulturerbes in Deutschland der deutschen UNESCO-Kommission.

## Lage
Die Hütte befindet sich etwa 100 Meter westlich des Gipfels der Hohe Loog. Während vom bewaldeten Gipfel nur eine begrenzte Aussicht möglich ist, besteht von der Hütte ein hervorragender Ausblick auf das Kalmitmassiv sowie in die Rheinebene. Die Hütte liegt in einer Höhe von 614 m.

## Geschichte

Erste Hohe-Loog-Hütte 1921

Erste Planungen, eine Einkehrmöglichkeit auf der Hohen Loog zu errichten, gab es schon vor dem Ersten Weltkrieg. Planungen eines Architekten zu einem villenartigen Bau wurden nie realisiert. Am 5. Mai 1921 wurde die erste, einfache Hütte auf dem Berg eingeweiht. Diese wurde 1933 abgerissen und durch den heutigen Sandsteinbau ersetzt.

## Zugänge und Wanderungen
Die Hütte kann nur zu Fuß über Wanderwege erreicht werden. Der kürzeste Zugang startet vom an der Kalmithöhenstraße gelegenen Wandererparkplatz am Hahnenschritt über den Zwergberg und den Bildbaum. Die Aufstiege aus der Rheinebene erfolgen von Maikammer aus über das Klausental oder das Alsterweiler Tal bzw. von Neustadt aus über das Kaltenbrunner Tal ebenfalls über den Hahnenschritt. Ein direkter Zugang ist von Neustadt aus über den Nollensattel und die Hohe-Loog-Ebene möglich. Ausgehend vom Hambacher Schloss kann die Hütte auch über den Sommerberg als Vorberg der Hohen Loog erreicht werden. Letztendlich kann die Hütte auch vom Wanderparkplatz an der Kalmit wiederum über den Hahnenschritt erreicht werden. Die verschiedenen Aufstiegsmöglichkeiten (und daraus resultierenden Abstiegsvarianten) können leicht zu Rundwegen kombiniert werden. An der Hütte starten die lokalen Themenwanderwege Loog Loops. Die drei mit fünf bis sieben Kilometer eher kurzen Rundwege führen zu markanten Punkten und Sehenswürdigkeiten am Hohe Loog-Massiv. Der Prädikatswanderweg Pfälzer Weinsteig führt direkt an der Hütte vorbei. Die benachbarten Hütten des Pfälzerwald-Vereins sind das Kalmithaus, die Klausentalhütte und die Hellerhütte.